# Venília
Segons la mitologia grega, Venília va ser una nimfa marina del Tirrè, associada amb els vents i el mar.
Segons Virgili i Ovidi, era germana d'Amata i esposa de Janus o de Faunus, amb qui va tenir tres fills: Turnus, Juturna i Canent. Altres fonts diuen que es va casar amb Daune i va tenir un fill, Turnus.